# Oligia fasciata
Oligia fasciata är en fjärilsart som beskrevs av Butler 1878. Oligia fasciata ingår i släktet Oligia och familjen nattflyn. Inga underarter finns listade i Catalogue of Life.